# Margaret Murray Washington

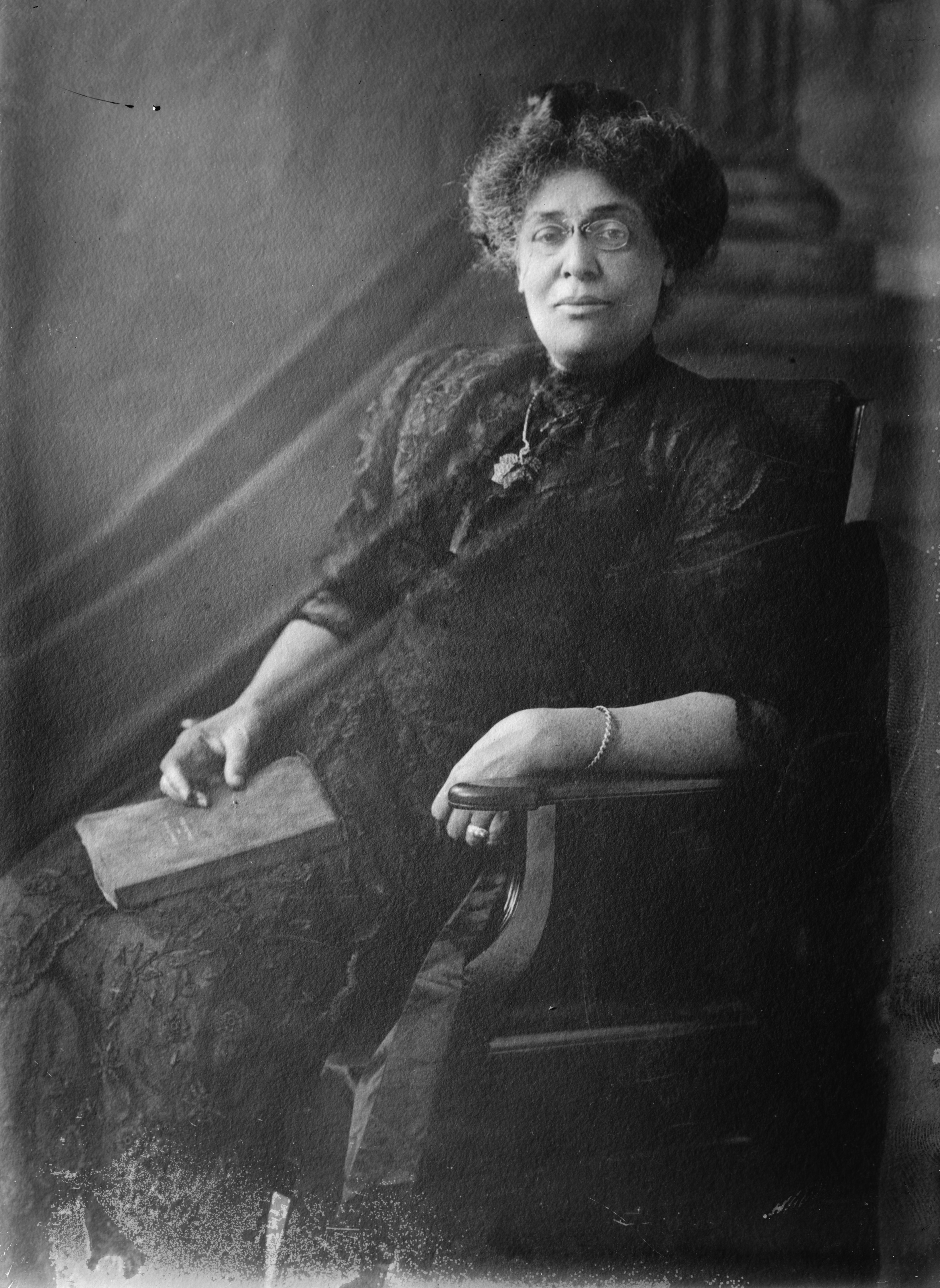
Margaret Washington (1915)

Margaret James Murray Washington (* 9. März 1861 in Macon, Mississippi; † 4. Juni 1925 in Tuskegee, Alabama) war eine US-amerikanische Pädagogin, Dozentin, Aktivistin für die Rechte von Schwarzen Amerikanern, sowie Direktorin des Tuskegee Normal and Industrial Institute.

## Leben
Margaret James Murray wurde als Tochter von Lucy Murray, einer Wäscherin und möglicherweise ehemaligen Sklavin sowie einem irischen Immigranten, dessen Name unbekannt ist, vermutlich 1861 in Macon, Mississippi geboren. Auf ihrem Grabstein wurde als Geburtsjahr 1865 vermerkt, jedoch wird im Census von 1870 ihr Geburtsjahr mit 1861 angegeben. Ihr Vater, der das Land auf dem sie lebten, als Sharecropper bearbeitete, starb, als sie 7 Jahre alt war. Am Tag nach seinem Tod zog sie zu einem Quäker-Geschwisterpaar namens Sanders. Ihre Adoptiveltern beeinflussten ihr Leben stark, auch wenn sie ihrer Mutter und ihren vier Geschwistern nahe blieb.

### Ausbildung und Wirken
Ihre Adoptiveltern förderten ihre Ausbildung als Lehrerin, einer der wenigen Berufe, die Frauen offen standen. Der Beruf bot ihr zudem die Möglichkeit, der Afroamerikanischen Gemeinschaft zu helfen. Nach ihrer Ausbildung begann Murray im Jahr 1879 in den örtlichen Schulen von Mississippi als Lehrerin zu arbeiten. Sie besuchte im Jahr 1880 die Fisk Preparatory School in Nashville, Tennessee, um ihre pädagogischen Fähigkeiten zu verbessern. Anscheinend gab sie vor jünger zu sein, als sie war, vermutlich um ihre Chancen für die Aufnahme an der Universität zu verbessern. Ihr Studium dauerte acht Jahre, in der Zeit arbeitete sie halbtags und studierte in der anderen Zeit. Während dieser Zeit war sie Mitherausgeberin der Studentenzeitung und fungierte als Präsidentin einer literarischen Gesellschaft. Außerdem schloss sie eine dauerhafte Freundschaft mit ihrem Kommilitonen W. E. B. Du Bois. Von ihren Professoren wurde sie für ihren Intellekt gelobt. Das Studium schloss sie 1889 mit Auszeichnung ab.

Margaret Washington mit Booker Washington und den Söhnen

Ihr wurde direkt eine Stelle am Prairie View State College in Texas angeboten, doch sie entschied sich für das Tuskegee Normal and Industrial Institute heute die Tuskegee University in Alabama. Sie wurde 1890 Direktorin der Schule und übernahm damit eine der mächtigsten Positionen in Tuskegee von Olivia Davidson Washington, der verstorbenen Frau von Booker T. Washington, dem Präsidenten und Gründer des Institutes. Washington begann innerhalb eines Jahres um die Hand von Margaret Murray zu werben. Sie lehnte zunächst ab, hatte Streit mit seinem Lieblingsbruder, erwiderte die Feindseligkeit seiner Tochter und schreckte vor der Verantwortung gegenüber seinen drei kleinen Kinder zurück. Dennoch heiratete sie ihn am 10. Oktober 1892 und wurde seine dritte Ehefrau. Damit erweiterten sich auch ihre Aufgaben um die Repräsentationspflichten, die die Ehefrau des Schulpräsidenten übernehmen musste. So gehörte nun auch der Empfang und die Unterhaltung von Gästen des Institutes zu ihren Pflichten. Da Booker T. Washington etwa sechs Monate im Jahr auf Reisen war, um Spenden zu sammeln und durch Reden auf die Probleme der Schwarzen aufmerksam zu machen, lag ein Großteil der Verantwortung für die Aktivitäten des Instituts und der Kinder von Booker T. Washington bei Margaret Washington. Sie knüpfte eine enge Bindung zu den Söhnen Booker Taliaferro Washington, Jr. und Ernest Davidson Washington, doch die Tochter Portia Washington blieb auf Distanz.
Die konservative Mission von Tuskegee teilte Margaret Washington. Wie ihr Mann glaubte sie, dass es für Schwarze Amerikaner nötig sei, sich durch industrielle Bildung zu verbessern, damit sie hoffentlich eines Tages der Gleichstellung mit Weißen würdig wären. Booker T. Washington vertrat die Theorie, die Weißen würden die Schwarzen nach den niedrigsten Elementen der Rasse beurteilen. Somit müsste die Rasse gehoben werden. Dies sollte vor allem durch die Frauen gelingen, da sie für die Betreuung der Kinder und den Unterhalt des Hauses die Verantwortung trügen. Margaret Washington drängte jedoch nie auf politische Rechte und befürwortete kein Verhalten, welches Weiße als bedrohlich hätten ansehen können.

### Führungspersönlichkeit
Margaret Washington gehörte einem fünfzehnköpfigen Vorstand an, der das Tuskegee Institute während der Abwesenheit ihres Mannes leitete. Als Direktorin und Gründerin der Women’s Industries Division überwachte sie die Fortschritte der Schülerinnen und beaufsichtigte den weiblichen Lehrkörper. Zum Ausbildungsspektrum gehörten auch die Aspekte des häuslichen Lebens, einschließlich Kochen, Putzen, Einmachen, Gartenarbeit, Nähen, Handarbeit, Dekorieren, Basteln, Einkaufen, Kinderbetreuung und moralische Werte. Viele der weiblichen Absolventen wurden später Lehrerinnen und gaben die Einstellung Margaret Washingtons weiter, dass gebildete Afroamerikaner die Pflicht hätten, der Rasse zu dienen.
Neben der Bekanntheit, die sie durch ihren Ehemann erlangte, ist sie jedoch auch als Mitbegründerin der schwarzen Frauenbewegung von Bedeutung. Sie war im Jahr 1895 an der Gründung der National Federation of Afro-American Women beteiligt, die 1896 auch mit ihrer Mithilfe im National Association of Colored Women’s Clubs (NACW) aufging. Der NACW übernahm das Motto von Tuskegee „Lifting as We Climb“ und rief zu einer vereinten schwarzen Frauenschaft zur Verbesserung der Rasse auf. Margaret Washington redigierte und veröffentlichte die NACW-Zeitschrift. Mit der Frauenrechts-Aktivistin Ida B. Wells, die sich zudem gegen die Lynchjustiz an Afroamerikanern einsetzte, lag sie im Konflikt, da sie die Radikalität von Wells nicht teilte. 1912 konnte sie eine Revolte verhindern, mit der Wells den konservativen Stil von Washington ablösen wollte. Washington strebte einen langsamen und schrittweisen Wandel an. Während Washington nur wenige öffentliche Forderungen an die Weißen stellte, nutzte Wells Proteste und direkte Aktionen, um gegen rassistische Zustände vorzugehen. Eine stark gespaltene NACW wählte Washington für die nächsten vier Jahre zur Präsidentin, verabschiedete aber einen Standpunkt zugunsten der politischen Aktivitäten von Wells, die sie lange gemieden hatten. Die Ära der Anpassung an den Rassismus ging damit zu Ende.

### Spätes Leben und Tod
Nachdem Booker T. Washington 1915 gestorben war, litt sie unter schlechter Gesundheit. Die Jahrzehnte, in denen sie außerordentlich viel und hart gearbeitet hatte, hatten ihre Gesundheit geschwächt. Sie weigerte sich dennoch, sich zur Ruhe zu setzen und wurde eine gefragte Rednerin. So griff sie 1919 jene Schwarzen an, die ihre Verpflichtungen gegenüber der Südstaaten-Gemeinschaft aufgegeben hatten, indem sie sich der Großen Migration in das bessere rassische und wirtschaftliche Klima des Nordens anschlossen.
Von 1919 bis zu ihrem Tod im Jahr 1925 war Washington Präsidentin des Alabama Association of Women’s Clubs. Während ihrer Amtszeit als Präsidentin wurden die Pläne für das Rescue Home for Girls in Mount Meigs fertiggestellt. Sie beeinflusste auch die Annäherung der schwarzen Clubfrauen an die Commission on Interracial Cooperation (CIC), eine 1918 gegründete, vorwiegend weiße Organisation. Ebenso war sie an einem Versuch beteiligt, schwarze und weiße Clubfrauen 1920 für ein gemeinsames Aktionsprogramm zusammenzubringen.
Das International Council of Women of the Darker Races gründete sie 1921 und war dessen erste Präsidentin. Die Vereinigung, die Teil der panafrikanischen Bewegung war, sammelte und verbreitete Informationen über die Lebensbedingungen von Frauen und Kindern afrikanischer Völker in aller Welt.
Weiterhin blieb sie auch nach dem Tod ihres Mannes die First Lady von Tuskegee. Sie half bei der Leitung des Institutes und starb überraschend in ihrem Haus in Tuskegee am 4. Juni 1925. Sie wurde neben ihrem Mann auf dem Campus des Tuskegee Institute begraben.

## Ehrungen
Margaret Murray Washington wurde in die Alabama Women’s Hall of Fame aufgenommen.
Die Margaret Murray Washington School in Washington, D.C. wurde nach ihr benannt. Die Schule wurde 2008 geschlossen. Auch ein Gebäude auf dem Kampus der Tuskegee-Universität, die Margaret Murray Washington Hall, wurde nach ihr benannt.
Judy Chicago widmete ihr eine Inschrift auf den dreieckigen Bodenfliesen des Heritage Floor ihrer 1974 bis 1979 entstandenen Installation The Dinner Party. Die mit dem Namen Margaret Murray Washington beschrifteten Porzellanfliesen sind dem Platz mit dem Gedeck für Sojourner Truth zugeordnet.